# Les Démons sexuels
Pour plus de détails, voir Fiche technique et Distribution.
Les Démons sexuels (Byleth: Il demone dell'incesto) est un film fantastique italien réalisé par Leopoldo Savona et sorti en 1972.
Le titre original fait référence à Byleth, un démon de la goétie recensé dans le Pseudomonarchia daemonum publié en 1577.

## Synopsis
Dans l'Italie du XIXe siècle, Lionello Shandell accueille dans son château sa sœur Barbara et son nouveau mari Giordano après leur voyage en Angleterre. Giordano en troublé en s'apercevant que Lionello et Barbara sont des frères et sœurs très proches l'un de l'autre. Lionello est d'ailleurs jaloux de sa sœur et montre une certaine hostilité envers Giordano. Pendant ce temps, des meurtres se multiplient aux alentours du château.

## Fiche technique
Sauf indication contraire, les informations mentionnées dans cette section peuvent être confirmées par la base de données cinématographiques IMDb,  présente dans la section « Liens externes ».
- Titre français : Les Démons sexuels[2]
- Titre original italien : Byleth: Il demone dell'incesto[3]
- Réalisation : Leopoldo Savona
- Scénario : Leopoldo Savona
- Photographie : Giovanni Crisci
- Montage : Otello Colangeli
- Musique : Vassili Kojoutcharov
- Costumes : Tigano Lo Faro
- Société de production : Agata Film
- Pays de production :  Italie
- Langue originale : italien
- Format : Couleur par Eastmancolor - Son mono - 35 mm
- Genre : Film fantastique érotique
- Durée : 81 minutes
- Dates de sortie : 
  - Italie : 31 mai 1972
  - France : 23 janvier 1974

## Distribution
- Mark Damon : Duc Lionello Shandwell
- Claudia Gravy : Barbara
- Aldo Bufi Landi : Giordano
- Franco Jamonte
- Tony Denton
- Silvana Pompili
- Franco Marletta
- Carla Mancini
- Caterina Chiani
- Fernando Cerulli
- Antonio Anelli

## Production
Les Démons sexuels est réalisé par Leopoldo Savona, un metteur en scène principalement connu pour avoir été l'assistant-réalisateur de Luigi Zampa, Riccardo Freda et Pier Paolo Pasolini. Savona s'est consacré à ce film d'épouvante gothique après avoir réalisé quelques westerns spaghetti. Les Démons sexuels a été tourné à Borgo del Sasso, Cerveteri, Manziana et aux studios Elios, des lieux situés dans la ville métropolitaine de Rome Capitale.
L'affiche originale italienne est très ressemblante à celle utilisée dans Les Anges pervers, un film d'Angelo Pannacciò sorti en 1973.